# Włodek Pawlik
Włodek Pawlik, eigentlich Włodzimierz Pawlik (* 4. Oktober 1958 in Kielce), ist ein polnischer Jazz-Pianist und Komponist.

## Leben und Wirken
Pawlik studierte Klavier an der Fryderyk-Chopin-Musikakademie in Warschau und schloss ein Jazzstudium an der Hochschule für Musik in Hamburg an. Sein Schallplattendebüt gab er 1987. Seit Anfang der 1990er Jahre ist er Leader des Włodek Pawlik Trios. Das erste Album veröffentlichte sein Trio mit Saxophonist Richie Cole 1993 von einem Auftritt in Hamburg unter dem Titel Live at Birdland. Das Trio konzertierte zudem mit Jazzgrößen wie Randy Brecker, Billy Hart, Scott Hamilton, Mike Stern oder Tom Kennedy. Pawlik erhielt zahlreiche Auszeichnungen. In Polen wurde er mehrmals zum Jazzmusiker des Jahres gewählt. Neben der Jazzmusik komponierte Pawlik die Musik zu mehreren Filmen. Seine erste Filmmusik entstand 1994 zu Dorota Kędzierzawskas Film Wrony. Er schrieb außerdem die Musik zu Filmen von Peter Greenaway und Marleen Gorris. 2009 wurde er für seine Musik zu dem Film Rewers auf dem Polnischen Filmfestival Gdynia ausgezeichnet.
Zur 1850-Jahr-Feier der Stadt Kalisz, einer der ältesten Städte Polens, veranstaltete Pawlik im Juni 2010 ein Konzert unter dem Titel Night in Calisia. 2011 nahm er die eigens für dieses Ereignis von ihm komponierte Musik mit Trompeter Randy Brecker, seinem eigenen Trio mit Paweł Pańta und Cezary Konrad sowie dem Philharmonieorchester der Stadt Kalisz auf. Das Album erschien 2013, wurde für einen Fryderyk nominiert und 2014 als bestes Album eines Jazz-Großensembles mit einem Grammy Award ausgezeichnet.

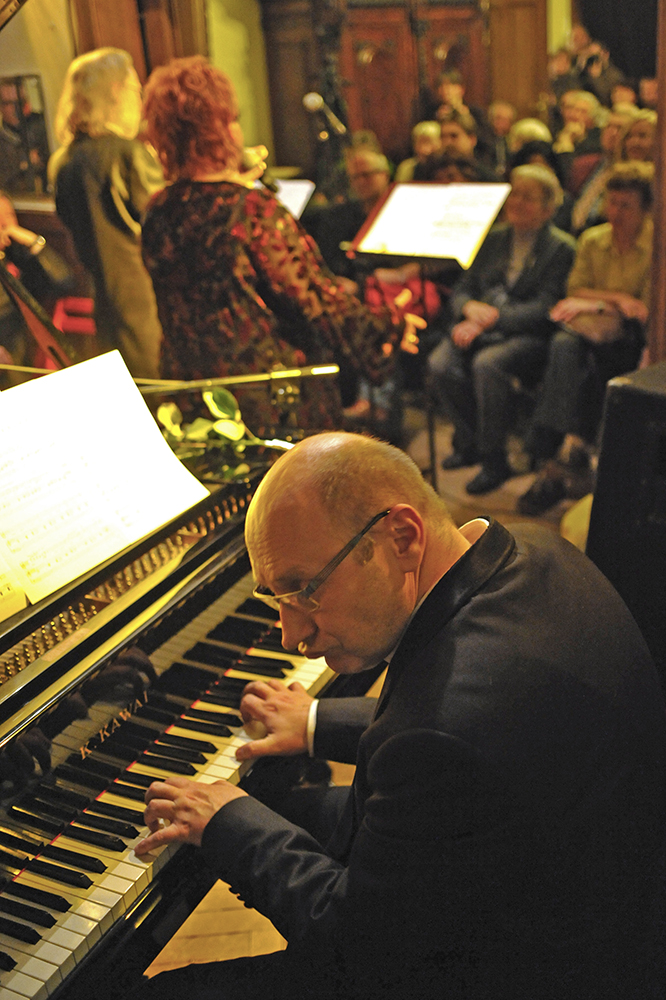
Auftritt in der Villa Stawisko in Podkowa Leśna bei Warschau, Polen – Dezember 2010